# Državnozborske volitve v Sloveniji 2008
6. demokratične volitve v Državni zbor Republike Slovenije so potekale v nedeljo, 21. septembra 2008. To so bile pete parlamentarne volitve v samostojni Sloveniji. Predvolilna kampanja je začela teči 21. avgusta opolnoči in trajala do 19. septembra do polnoči.
Na volitvah je največ glasov dobila stranka Socialni demokrati, ki je osvojila 29 sedežev. Sledili sta Slovenska demokratska stranka z 28 sedeži in stranka Zares z 9 sedeži.
Na podlagi rezultatov se je oblikoval 5. državni zbor Republike Slovenije in posledično 9. vlada Republike Slovenije, pod vodstvom Boruta Pahorja, v kateri so poleg SD sodelovale še Zares, DeSUS in LDS.

## Volilni sistem
Volitve v Državni zbor Republike Slovenije so potekale po proporcionalnem sistemu s preferenčnim glasovanjem v 8 volilnih enotah, sestavljenih iz 11 volilnih okrožij. V vsaki volilni enoti bo razdeljenih 11 poslanskih mandatov (eden na okrožje), ki se na ravni volilne enote in nato države delijo med politične stranke, sorazmerno z deležem oddanih glasov, ki jih je prejela stranka in med kandidate znotraj strank glede na preference volivcev; tako bo razdeljenih 88 poslanskih mandatov.
Hkrati so ločeno potekale še volitve 2 poslancev narodnih skupnosti, ki pa sta izvoljena po večinskem volilnem sistemu v dveh posebnih volilnih enotah (tj. enotah narodnih skupnosti), kar pomeni, da imajo člani narodnih skupnosti vsak po dva glasova na volitvah v DZ (gre za pozitivno diskriminacijo).
Volilni prag za vstop v parlament je 4%.

## Rezultati
| Stranka | Stranka | Stranka                                               | Rezultati  | Rezultati | Rezultati   | Rezultati |
| Stranka | Stranka | Stranka                                               | Št. glasov | %         | Št. sedežev | +/-       |
| ------- | ------- | ----------------------------------------------------- | ---------- | --------- | ----------- | --------- |
|         | SD      | Socialni demokrati                                    | 320.248    | 30,45     | 29 / 90     | 19        |
|         | SDS     | Slovenska demokratska stranka                         | 307.735    | 29,26     | 28 / 90     | 1         |
|         | Zares   | Zares – nova politika                                 | 98.526     | 9,37      | 9 / 90      | na novo   |
|         | DeSUS   | Demokratična stranka upokojencev Slovenije            | 78.353     | 7,45      | 7 / 90      | 3         |
|         | SNS     | Slovenska nacionalna stranka                          | 56.832     | 5,40      | 5 / 90      | 1         |
|         | SLS+SMS | Slovenska ljudska stranka in Stranka mladih Slovenije | 54.809     | 5,21      | 5 / 90      | 2         |
|         | LDS     | Liberalna demokracija Slovenije                       | 54.771     | 5,21      | 5 / 90      | 18        |
|         |         |                                                       |            |           |             |           |
|         | NS      | Italijanska in madžarska narodna skupnost             |            |           | 2 / 90      | 0         |
|         |         |                                                       |            |           |             |           |
|         | NSi     | Nova Slovenija – krščanska ljudska stranka            | 35.774     | 3,40      | 0 / 90      | 9         |
|         | Lipa    | Stranka Lipa                                          | 19.068     | 1,81      | 0 / 90      | na novo   |
|         | LPR     | Lista za pravičnost in razvoj                         | 5.897      | 0,56      | 0 / 90      | na novo   |
|         | Zeleni  | Zeleni Slovenije                                      | 5.367      | 0,51      | 0 / 90      | 0         |
|         | KDS     | Krščansko demokratska stranka                         | 4.724      | 0,45      | 0 / 90      | na novo   |
|         | LZČPV   | Lista za čisto pitno vodo                             | 4.140      | 0,39      | 0 / 90      | na novo   |
|         | SSN     | Stranka slovenskega naroda                            | 2.629      | 0,25      | 0 / 90      | 0         |
|         | ZK      | Zelena koalicija: Zelena stranka in Zeleni progres    | 2.230      | 0,21      | 0 / 90      | na novo   |
|         | NPS     | Naprej Slovenija                                      | 475        | 0,05      | 0 / 90      | 0         |
|         | Akacije | Stranka Akacije                                       | 249        | 0,02      | 0 / 90      | na novo   |

### Izvoljeni poslanci
Madžarsko narodno skupnost je v državnem zboru zastopal Laszlo Göncz, italijansko skupnost pa znova Roberto Battelli.

## Stranke in liste, ki so vložile kandidaturo za volitve
Kandidirale so lahko vse stranke, katerih listo so s podpisi podprli trije poslanci ali 100 volivcev na ravni države oziroma 50 na ravni volilne enote.
Krepko so označene parlamentarne stranke mandata 2004-2008.
| - Stranka Akacije - Demokratična stranka upokojencev Slovenije (DeSUS) - Krščanska demokratska stranka (KDS) - Liberalna demokracija Slovenije (LDS) - Lipa - Lista za čisto pitno vodo - Lista za pravičnost in razvoj (LPR) - Naprej Slovenija - Nova Slovenija (NSi) | - Slovenska demokratska stranka (SDS) - Slovenska ljudska stranka in Stranka mladih Slovenije (SLS+SMS) - Slovenska nacionalna stranka (SNS) - Socialni demokrati (SD) - Stranka slovenskega naroda (SSN) - Zares - Zelena koalicija - Zeleni Slovenije |

Seznam kandidatov za državnozborske volitve je objavljen na straneh državne volilne komisije.

## Predvolilna kampanja
Predvolilna kampanja se je začela 21. avgusta opolnoči, trajala je do 19. septembra do 24. ure. Poleg običajnih notranjepolitičnih tem je v središču kampanje tudi afera Patria.

### Prevladujoče predvolilne teme
- gospodarsko stanje in inflacija
- afera Patria
- gospodarski kriminal
- neodvisnost in vloga medijev
- predor Šentvid
- prihodnost javnega šolstva
- prihodnost javnega zdravstva

## Javnomnenjske raziskave
Zadnji dan, ko je v medijih pred volitvami še bilo dovoljeno objavljati javnomnenjske ankete, je 13. september 2008, do volilnega dne je njihova objava z zakonom prepovedana.

### Rezultati anket
| Agencija          | Datum           | Vir           | SD    | SDS   | Zares | SNS  | LDS  | DeSUS | SLS+SMS | NSi  | Lipa | KDS  | Drugo | Ne vem |
| Ninamedia         | 21. avgust 2008 | [ 4 ]         | 23,3% | 23,3% | 8,3%  | 3,2% | 6,1% | 3,1%  | 0,9%    | 1,2  | 0,4% | -    | 16,7% | 11,9%  |
| Interstat         | 23. avgust 2008 | [ 5 ]         | 13,4% | 17,6% | 4,2%  | 3,1% | 2,8% | 2,3%  | 1,1%    | 1,1% | 0,4% | 0,1% | 0,5%  | 37,1%  |
| Ninamedia         | 24. avgust 2008 | [ 6 ]         | 17,4% | 19,3% | 5,7%  | 2,2% | 4,9% | 2,5%  | 0,4%    | 1,2% | 0,7% | -    | -     | 45,3%  |
| Interstat         | 30. avgust 2008 | [ 7 ]         | 16%   | 20,3% | 3,7%  | 4,8% | 2,7% | 2,5%  | 1,1%    | 2%   | 0,3% | -    | 0,1%  | 46,8%  |
| Delo Stik         | 13. sept. 2008  | [ 8 ]         | 22,0% | 23,8% | 9,4%  | 8,8% | 7,6% | 10,0% | 6,5%    | 3,0% | 3,2% | 1,0% | -     | -      |
| Dnevnik           | 13. sept. 2008  | [ 9 ]         | 20,1% | 29,9% | 10,8% | 7,6% | 7,8% | 8,0%  | 5,9%    | 2,7% | 2,7% | -    | 5,5%  | -      |
| Dnevnik/Ninamedia | 19. sept. 2008  | [ 11 ] [ 12 ] | 29,2% | 34,8% | 10,6% | 6,1% | 3,7% | 7,2%  | 1,8%    | 3,4% | 2,3% | 1,0% | -     | -      |
| Valicon           | 19. sept. 2008  | [ 13 ]        | 26,4% | 26,9% | 10,9% | 6,6% | 5,1% | 6,0%  | 8,3%    | 3,4% | 2,8% | 0,0% | 3,7%  | -      |

## Potek volitev
Volitve so se potekale v nedeljo, 21. septembra 2008, od 7. do 19. ure.
Odprtih je bilo 3314 rednih volišč, 54 volišč, na katerih so glasovali volivci zunaj kraja stalnega prebivališča, in 60 volišč za invalide. Glasovanje je potekalo tudi na 34 diplomatsko-konzularnih predstavništvih v tujini, kjer so bila volišča odprta med 9. in 17. uro po lokalnem času. Odprtih je bilo tudi 37 volišč za volitve poslanca madžarske narodne skupnosti ter 54 volišč za poslanca italijanske manjšine..
Glasovanje pa je potekalo tudi po pošti (v Sloveniji) in v tujini, kjer je imelo glasovalno pravico 46.364 izseljencev - državljanov Republike Slovenije, ki imajo stalno prebivališče v tujini.
Po podatkih Državne volilne komisije se je volitev do 11.25 udeležilo 15,16% volivcev in do 16.00 46,38%.

### Nepravilnosti izvedbe volitev
Nekateri volilni upravičenci v Kanadi so prejeli glasovnice za glasovanje iz tujine s priloženim predvolilnim promocijskim gradivom vladajoče Slovenske demokratske stranke. Za pošiljanje glasovnic je bila pristojna DVK oz. okrajne volilne komisije.